# Il grande match (programma televisivo)
Il grande match è stato un programma televisivo italiano, trasmesso sui primi due canali RAI dal 10 giugno al 10 luglio 2016 in contemporanea al campionato europeo di calcio.

## Conduzione
A condurre il programma furono Flavio Insinna e Marco Mazzocchi.

## La trasmissione
Annunciato nel maggio 2016, il programma vedeva la presenza di vari ospiti (tra cui ex sportivi ed opinionisti televisivi) e della Gialappa's Band, cui erano affidate principalmente le gag comiche. Trasmesso in seconda serata, proponeva la sintesi e l'analisi delle partite appena concluse. Era inoltre presente uno sketch in cui una carpa, che nuotava nell'acquario dello studio, "pronosticava" i risultati dei prossimi incontri: l'idea richiamava, in maniera evidente, il polpo Paul che era divenuto famoso durante i Mondiali 2010 per analoghi motivi.
Nella serata del 1º luglio - in cui si era disputato il quarto di finale tra Galles e Belgio - la trasmissione non andò in onda e fu sostituita da un'edizione speciale del TG1, a causa dell'attentato di Dacca.

## Sigle
Per l'apertura venne utilizzato il brano ufficiale del torneo, This One's for You di David Guetta; in chiusura, l'orchestra diretta da Angelo Nigro intonava invece La terra dei cachi (di Elio e le Storie Tese).